# Notropis saladonis
Notropis saladonis é uma espécie de peixe actinopterígeo da família Cyprinidae.
Apenas pode ser encontrada no México.